# Aimable Joseph Meuris
 (octobre 2011).
Si vous disposez d'ouvrages ou d'articles de référence ou si vous connaissez des sites web de qualité traitant du thème abordé ici, merci de compléter l'article en donnant les références utiles à sa vérifiabilité et en les liant à la section « Notes et références ».
Aimable Joseph Meuris (1760-1793) est un ferblantier nantais, né à Russeignies dans l'actuelle province belge du Hainaut, domicilié à la paroisse Saint-Georges de Tournai où il vécut jusqu'à sa majorité, commandant d'un bataillon de volontaires Sans-culottes lors de la Révolution française. 

## Biographie
Il fut considéré comme le Léonidas nantais lors du siège de Nantes en juin 1793. Avec 500 volontaires, il retarda à Nort-sur-Erdre l'avance des troupes vendéennes durant huit heures, délai qui permit à la défense nantaise (forte d'environ 10 000 hommes) de s'organiser face à environ 40 000 adversaires royalistes dirigés par Cathelineau et Charette. 
Il mourut 15 jours plus tard, le 14 juillet 1793, au cours d'un duel provoqué par Nourrit, jeune capitaine de la légion nantaise, pour des raisons partisanes qui risquaient, pensait-il, de mettre aux prises le bataillon Meuris avec la légion.[pas clair]
Il est alors enterré au cimetière La Bouteillerie à Nantes. Si la tombe a disparu, une reproduction de sa stèle a été conservée.